# Ácido 2-iodoxibenzoico
Ácido 2-iodoxibenzoico ou IBX é um composto orgânico usado em síntese orgânica como um agente oxidante. Este periodinano é especialmente usado para oxidar álcoois a aldeídos. IBX é preparado de ácido 2-iodobenzoico, bromato de potássio e ácido sulfúrico. Frigerio e colaboradores também demonstraram, em 1999, que bromato de potássio pode ser substituído por Oxone (peroximonossulfato de potássio) disponível comercialmente. Uma das principais desvantagens do IBX é a sua solubilidade limitada. IBX é insolúvel na maioria dos solventes orgânicos comuns. No passado, acreditava-se que o IBX era sensível ao choque, mas foi mais tarde proposto que as amostras de IBX eram sensíveis ao choque devido ao bromato de potássio residual deixado na sua preparação. IBX comercial é estabilizado por ácidos carboxílicos tais como o ácido benzoico e ácido isoftálico.